# Jimenqiao
Jimenqiao (in cinese: 蓟门桥站S, Jìménqiáo zhànP) è una stazione della linea 12 e della linea Changping della metropolitana di Pechino.
Le stazioni di entrambe le linee sono state inaugurate contestualmente, il 15 dicembre 2024, e, al momento, Jimenqiao rappresenta il capolinea meridionale della linea Changping.

## Storia
Nel dicembre 2016 sono iniziati i lavori di costruzione della stazione Jimenqiao.
Il 19 luglio 2021, la Commissione comunale per la pianificazione e le risorse naturali di Pechino ha pubblicato la proposta di denominazione per le stazioni della prima fase del prolungamento sud della linea Changping, proponendo di chiamare questa stazione Jimenqiao.
L'8 giugno 2022, la Commissione comunale ha ufficializzato il nome Jimenqiao per la stazione. Nel novembre dello stesso anno è stata completata la struttura principale della stazione della linea Changping. La struttura della linea 12, invece, è stata ultimata solamente nel gennaio 2023.
Il 15 dicembre 2024, la stazione Jimenqiao è entrata ufficialmente in funzione, servendo sia la linea 12 sia la linea Changping.

## Posizione
La stazione Jimenqiao si trova sotto l'omonimo ponte, nel distretto di Haidian, a nord-ovest di Pechino. La stazione sorge in corrispondenza dell'incrocio tra Terzo anello nord-ovest), Terzo anello nord centrale e Xitucheng Road. La struttura della linea 12 è orientata in direzione est-ovest, mentre quello della linea Changping segue un orientamento nord-sud.
Nei dintorni della stazione si trovano numerose istituzioni e punti di interesse, tra cui l'Accademia del cinema di Pechino, l'Università di poste e telecomunicazione di Pechino e il Parco archeologico del sito di Xitucheng.

## Struttura e impianti
La stazione di Jimenqiao presenta una struttura complessa e articolata, differente per ciascuna delle due linee che la attraversano. La linea 12 è realizzata come una struttura sotterranea su tre livelli, mentre la Linea Changping adotta la stessa tipologia strutturale ma si sviluppa su due livelli. Anche il nodo di interscambio tra le due linee segue lo stesso schema costruttivo a tre livelli.
Per quanto riguarda la disposizione interna, il piano della linea 12 prevede al primo livello interrato (B1) un atrio centrale con biglietterie e aree di accesso distribuite ai lati est e ovest, dedicate ai passeggeri non ancora in transito, mentre la zona centrale è riservata all’area a pagamento. I centri assistenza si trovano accanto ai tornelli di ingresso. Il piano binari, situato al terzo livello interrato (B3), è composto da una banchina centrale a isola. Il collegamento tra i livelli è garantito da due scale fisse, otto scale mobili e un ascensore accessibile.
La linea Changping presenta una configurazione simile, con l’atrio posto anch’esso al primo livello interrato (B1) e organizzato con la stessa logica spaziale della linea 12. Il piano binari si trova al secondo livello interrato (B2) e ospita una banchina centrale a isola. I collegamenti verticali sono assicurati da tre scale fisse, quattro scale mobili e un ascensore accessibile.
L’interscambio tra la linea 12 e la linea Changping nella stazione di Jimenqiao avviene secondo due modalità differenti, a seconda della direzione del trasferimento. Per chi proviene dalla linea 12 e intende passare alla linea Changping, il percorso prevede una risalita dal piano binari fino all’atrio della linea 12, da cui si percorre un corridoio in direzione ovest per raggiungere l’atrio della linea Changping. Da lì si scende al piano binari corrispondente, completando così il passaggio. In senso opposto, ovvero dalla linea Changping alla linea 12, l’interscambio è più diretto: dal centro del piano binari della linea Changping parte una scala a T che collega direttamente con il piano binari della linea 12, consentendo ai passeggeri di cambiare linea senza dover attraversare gli atri.
La stazione è dotata di sei accessi, indicati con le lettere A, B1, B2, C, D e E. Gli accessi C e D sono accessibili ai portatori di handicap.

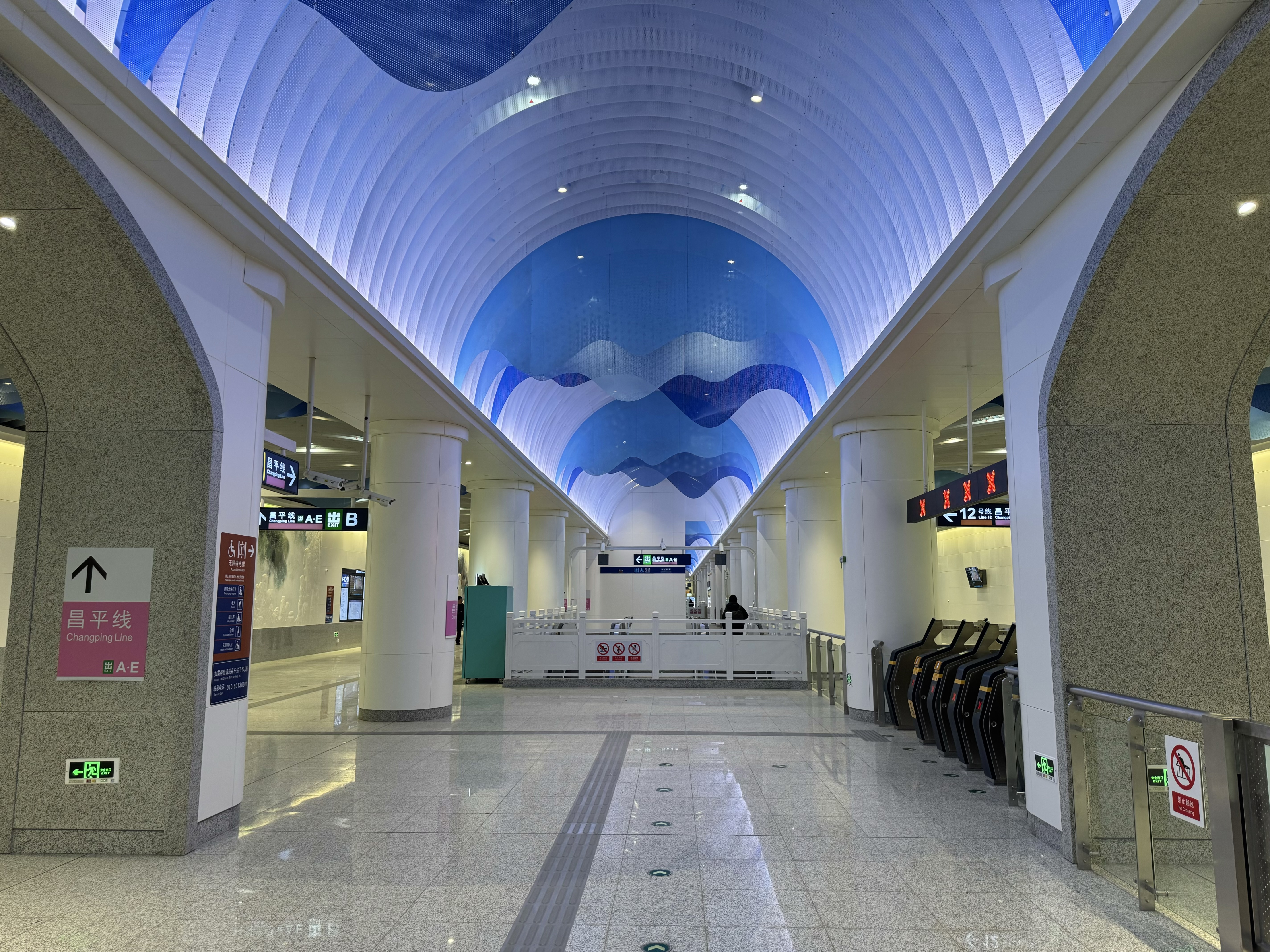
Decorazioni della stazione della linea 12.

### Design architettonico

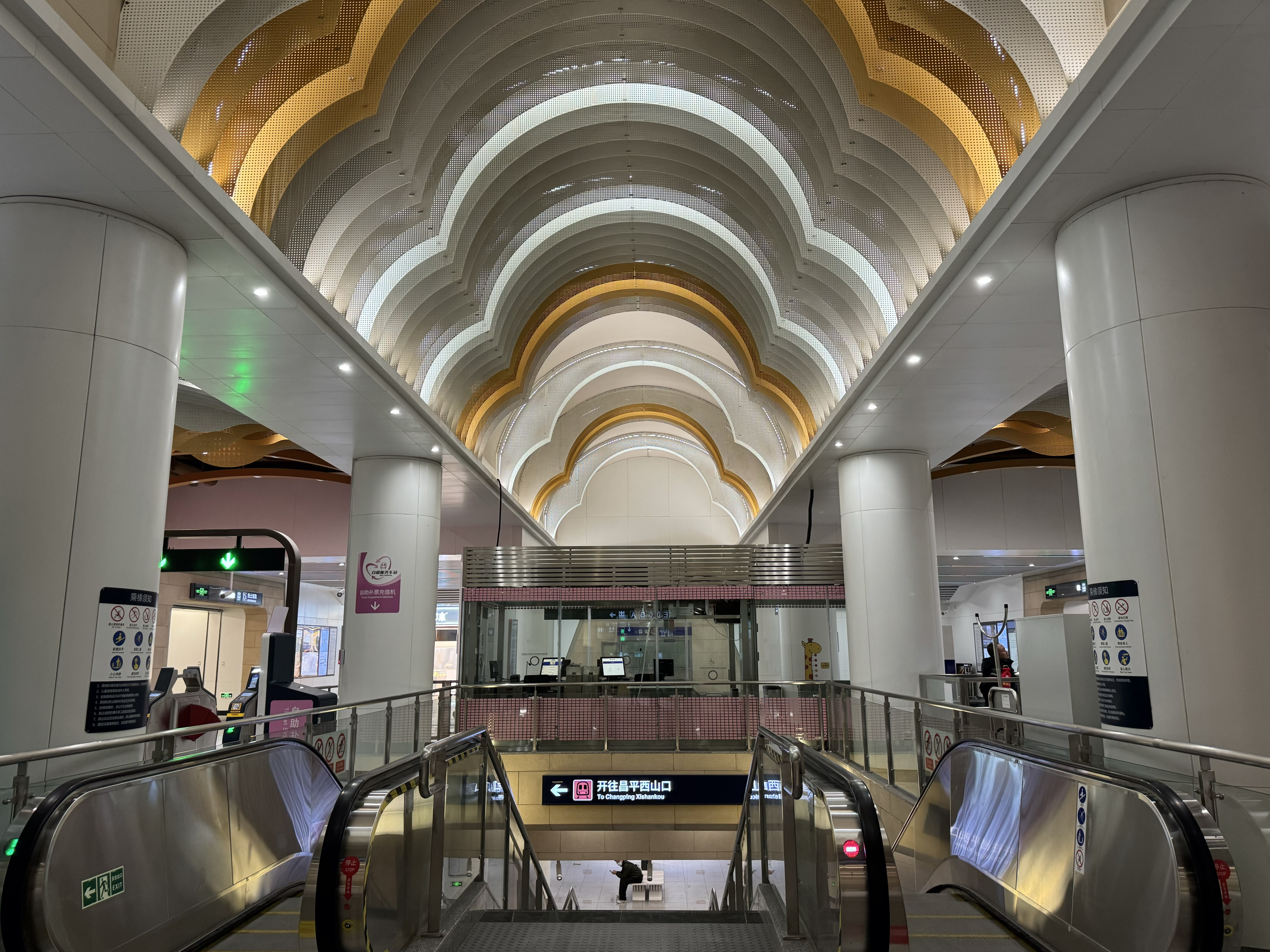
Concept architettonico della stazione della linea Changping.

Il design del piano binari della linea 12 richiama gli elementi dell’arte a inchiostro cinese e dei ponti coperti, cercando di evocare l’atmosfera tipica del paesaggio brumoso di Jimen attraverso giochi di luci e ombre in chiave moderna, per restituire un ambiente suggestivo e contemplativo. Quello della linea Changping, invece, adotta come tonalità principale un giallo scuro dal sapore antico, con finiture ispirate al sito archeologico della dinastia Yuan, situato nelle vicinanze.

## Servizi
La stazione dispone di:
- Accessibilità per portatori di handicap (solo ingressi C e D)
- Ascensori
- Scale mobili
- Emettitrice automatica biglietti
- Servizi igienici
- Sportello automatico
- Stazione video sorvegliata
- Ufficio polizia

### Orari

#### Linea 12
In direzione Dongbabei, il primo treno parte da Jimenqiao alle 5:32, mentre l'ultimo è previsto alle 23:05. In direzione opposta, verso Sijiqingqiao, il servizio è attivo dalle 6:08 alle 23:41.

#### Linea Changping
Jimenqiao rappresenta il capolinea meridionale della linea Changping, per cui i treni partono esclusivamente in direzione del capolinea settentrionale di Changping Xishankou. Dalla stazione di Jimenqiao, tali treni sono attivi tutti i giorni dalle 5:21 alle 23:21.

## Interscambi
- Fermata autobus